# Jetis (Pace)
Jetis is een bestuurslaag in het regentschap Nganjuk van de provincie Oost-Java, Indonesië. Jetis telt 2661 inwoners (volkstelling 2010).